# Kamina
Pour les articles homonymes, voir Kamina (homonymie).
Kamina est le chef-lieu de la province du Haut-Lomami au sud de la république démocratique du Congo.

## Géographie
La localité est située sur la route nationale 1 à 1 732 km au sud-est de Kinshasa.

## Environnement
À Kamina, la saison pluvieuse est lourde et couverte, la saison sèche est dégagée dans l'ensemble et le climat est chaud tout au long de l'année. Au cours de l'année, la température varie généralement de 12 °C à 33 °C et est rarement inférieure à 9 °C ou supérieure à 35 °C . La ville est confrontée à une difficulté en eau potable, comme conséquences : l’eau ne coule pas des robinets et la population souffre. 

## Histoire
Henri de Bruyne et Joseph Lippens, tués lors des campagnes de l'État indépendant du Congo contre les Arabes-Swahilis, furent inhumés à Kamina.
De 1948 à 1953 la base aérienne de Kamina (BAKA) fut construite à 30 km de la ville.

## Administration
Chef-lieu de province depuis 2015, la localité a le statut de ville, elle est constituée de 3 communes urbaines de moins de 80 000 électeurs en 2019:
- Dimayi, (7 conseillers municipaux)
- Kamina, (7 conseillers municipaux)
- Sobongo, (7 conseillers municipaux)

Il n'y a pas de bourgmestres pour gérer les différentes communes dans cette ville. Il y a néanmoins un maire de la ville.
Il faut rappeler que cette ville est Chef-lieu de la province du Haut-Lomami qui a déjà enregistré depuis 2015 plus 5 gouverneurs à sa tête sans toutefois connaître le moindre développement. Le Haut-Lomami est la dernière de toutes les provinces issues du Grand Katanga.

## Langue
La langue swahili est parlée à Kamina comme dans plusieurs villes du Centre et de l'Est de la République démocratique du Congo entre autres: Baraka , Bunia, Bukavu, Butembo, Isiro, Goma, Kalemie, Kamina, Kindu, Kisangani, Kolwezi, Lubumbashi, ...

## Population
Le recensement de la population date de 1984, l'accroissement annuel est estimé à 3,88,.
| 1950   | 1984   | 2004    | 2012    |
| ------ | ------ | ------- | ------- |
| 4 310. | 62 789 | 115 626 | 156 761 |

## Transports

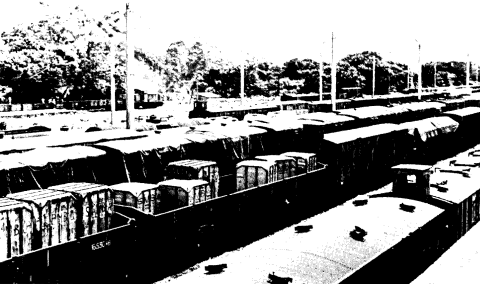
La gare de triage de Kamina dans les années 1980.

Elle est connue pour être un important nœud de communication ferroviaire. Trois lignes de chemin de fer de la Société nationale des chemins de fer du Congo partent en effet de la ville :
- au nord, vers Kindu au Maniema, accessoirement vers Kalemie ;
- au nord-ouest, vers Kananga et Ilebo dans le Kasaï-Central ;
- au sud-est, vers Lubumbashi et la Zambie, accessoirement vers Lobito en Angola par le chemin de fer Dilolo - Lobito ; la rivière Lomami est l'une des plus longues du pays qui prend par ailleurs sa source à proximité de la ville.

La ville possède un petit aéroport avec une piste en terre de 1 463 sur 15 m.

## Culture
Le chœur des Troubadours du Roi Baudouin de l’École centrale de Kamina acquit une notoriété internationale dans les années 1950, en chantant la Missa Luba.

## Personnalités liées à la ville
- Marmont Banza (1970-), homme politique de la République Démocratique du Congo.
- Véronique Kilumba Nkulu , vice-ministre du gouvernement Lukunde I.